# Thomas Say
Thomas Say (1787—1834) va ser un naturalista, entomòleg, malacòleg, herpetòleg i carcinòleg estatunidenc. És considerat com el “pare” de l'entomologia descriptiva als Estats Units. La Entomological Society of America manté diverses sèries de publicacions i premis que el commemoren.
Thomas Say era de família quàquera, descendent de John Bartram i de William Bartram.
Es va fer apotecari i naturalista autodidacta. L'any 1816 es trobà amb el naturalista francès Charles Alexandre Lesueur.
Els anys 1819 i 1820, Stephen Harriman Long va dur a terme una exploració de les Rocky Mountains i dels afluents del riu Missouri, amb Say com a zoòleg. Va fer la primera descripció científica d'animals com el coiot i molts d'altres.

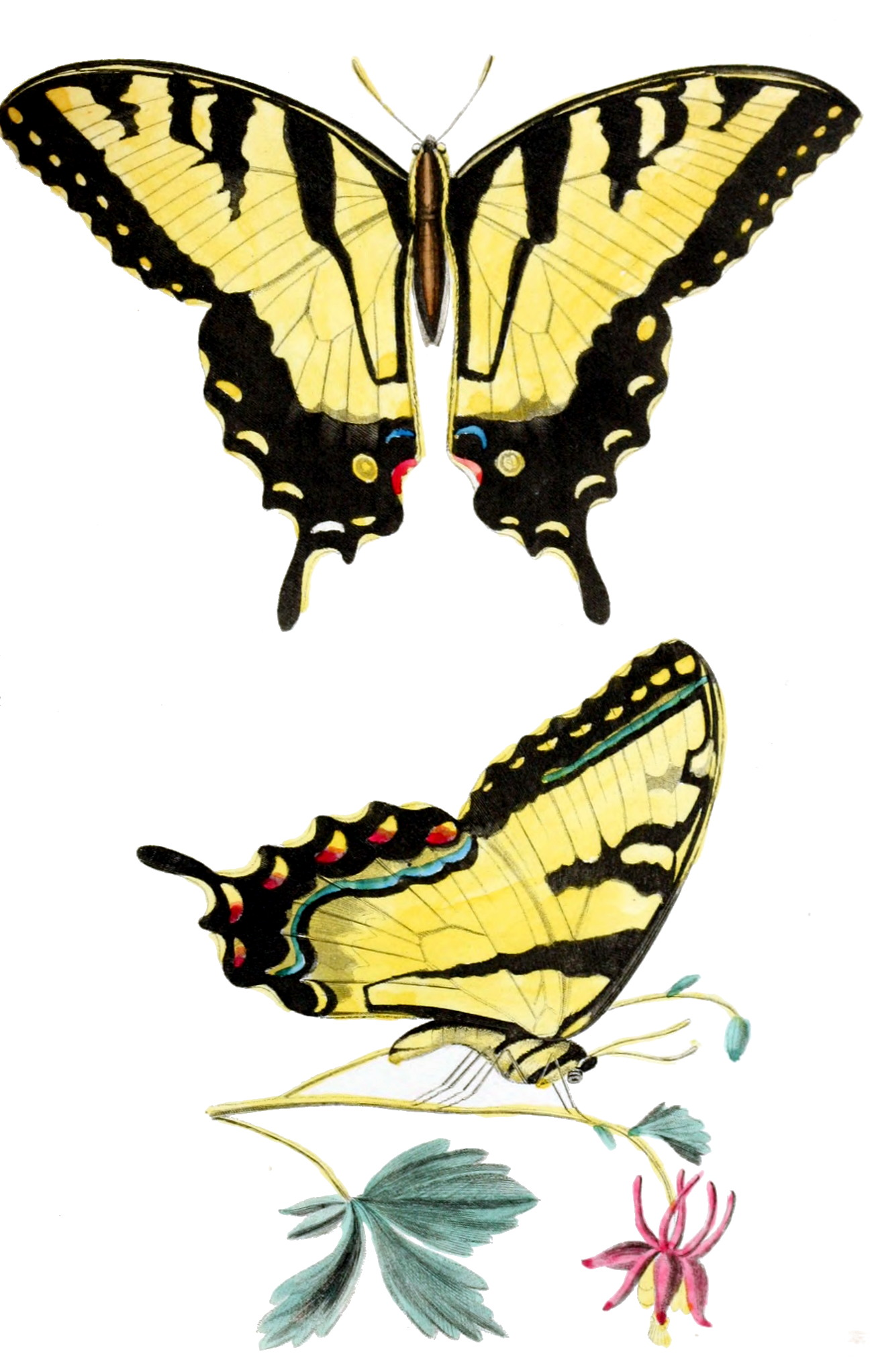
Papilio turnus (= Papilio glaucus), de 'American Entomology'

El 1823, Say en una altra expedició com a zoòleg visità també la societat utòpica de Robert Owen.

## Algunes obres
- American Entomology, or Descriptions of the Insects of North America, 3 volums, Philadelphia, 1824–1828.
- American Conchology, or Descriptions of the Shells of North America Illustrated From Coloured Figures From Original Drawings Executed from Nature, Parts 1–6, New Harmony, 1830–1834; Part 7, Philadelphia, 1836.

Say aparentment morí a causa de la febre tifoide a l'edat de 47 anys.

## Llegat i honors
Say va descriure més de 1.000 noves espècies de coleòpters, més de 400 espècies d'insectes d'altres ordres i set espècies de serps.
Altres zoòlegs el van commemorar en donar noms a diversos tàxons:
- Dyspanopeus sayi (S. I. Smith, 1869)
- Portunus sayi (Gibbes, 1850) – Portunidae
- Porcellana sayana (Leach, 1820) – cranc
- Lanceola sayana (Bovallius, 1885) – un amfípode dins la família Lanceolidae
- Calliostoma sayanum Dall, 1889
- Diodora sayi (Dall, 1899)
- Oliva sayana Ravenel, 1834
- Sayella Dall, 1885
- Propeamussium sayanum (Dall, 1886)
- Appalachina sayana (Pilsbry in Pilsbry & Ferriss, 1906) – un cargol de terra dins la família Polygyridae
- Pituophis catenifer sayi (Schlegel, 1837)
- Sayornis (Bonaparte, 1854)